# Ziyo
Ziyo – polski zespół rockowy założony w Tarnowie w 1986 roku.

## Historia
1986 to symbolicznie przyjęty rok rozpoczęcia działalności, mimo iż początki wspólnego muzykowania niektórych jej członków sięgają roku 1984. Debiut sceniczny miał miejsce latem na Festiwalu w Jarocinie, gdzie zespół w składzie: Jarosław Majka – śpiew, Marek Kloch – gitara, Dariusz Derżko – instrumenty klawiszowe, Jerzy Durał – gitara basowa i Krzysztof Krupa – perkusja, został wyróżniony, co skutkowało udziałem w koncercie laureatów oraz zaproszeniem na nagrania studyjne. Pół roku później, już z Jerzym Durałem w roli wokalisty, Ziyo nagrało 2 utwory w warszawskim studio CCS Waltera Chełstowskiego i Igora Czerniawskiego. Są to "Panie Prezydencie" i "Pod jednym niebem". Drugi z nich wydano w 1988 roku na składance Tonpressu Cisza jest... nic się nie dzieje.
Po Jarocińskim festiwalu rolę lidera i wokalisty przejął basista Jerzy Durał, który od początku był też autorem tekstów piosenek zespołu. Jeszcze jesienią, już jako kwartet bez Jarosława Majki, Ziyo wzięło udział w Festiwalu Mokotowska Jesień, gdzie zajęło 1. miejsce. Nagrodą było zaproszenie przez Program III Polskiego Radia do sesji nagraniowej. Zespół zarejestrował dwa utwory: „Na znak” oraz „Nie wiem (winni zawsze wśród nas)”. "Nie wiem" dotarł do 27. miejsca na liście przebojów Marka Niedźwieckiego.
W marcu 1987, za sprawą TVP Katowice i TVP Kraków, został zrealizowany 20 minutowy recital zespołu, z którego utwór „Nie wiem” nakręcony w industrialnej scenerii opuszczonej fabryki, w formie teledysku emitowany był w Telewizyjnej Liście Przebojów oraz programie Non Stop Kolor Wojciecha Manna. We wrześniu, w rzeszowskim Studio RSC, podczas sesji trwającej 250 godzin grupa, przy gościnnym udziale wokalnym Beaty Sawickiej, zarejestrowała nagrania na swoją debiutancką płytę. Ze względu na długi cykl produkcyjny album Ziyo został wydany przez Wifon niemal dwa lata później.
Koncert Pożegnanie Karnawału z katowickiego Spodka w lutym 1988, poprzez transmisję telewizyjną dał popularność utworom „Panie Prezydencie”, „Idziemy wytrwale” oraz „Graffiti” na listach przebojów Programu III i Programu IV Polskiego radia. Zespół koncertował na festiwalach i przeglądach w Polsce oraz w Pradze. Na kilku z nich w wyniku powołania do zasadniczej służby wojskowej perkusisty Krzysztofa Krupy w zastępstwie zagrali Jarosław Szlagowski (Opole 1988, Jarocin w Opolu) oraz Jacek Lang (m.in. świnoujska FAMA). Podczas Festiwalu w Jarocinie 1988 został zarejestrowany utwór „Graffiti”, który znalazł się na koncertowej składance Jarocin ’88 Polskich Nagrań, wydanej w następnym roku. Ostatecznie zmiennikiem Krupy został Zbyszek Kumorowski.
Wiosną 1989 roku ukazał się debiutancki album zespołu zatytułowany Ziyo, którego nakład wyniósł 180 tys. egzemplarzy. Latem grupa nagrała w Izabelin Studio Andrzeja Puczyńskiego utwór „Wyspy (Bliżej gwiazd)”, który zwiastował nową płytę Witajcie w teatrze cieni. „Wyspy” trafiały na Listę Przebojów Programu III, gdzie przez 2 tygodnie utrzymały się na jej szczycie, przez 6 tygodni piosenka znajdowała się w pierwszej trójce, a przez 12 tygodni była w pierwszej dziesiątce notowania. Zespół wystąpił w konkursie „Polska Promocja” w ramach festiwalu Sopot '89 oraz już z nowym basistą Piotrem Ustapiukiem na Festiwalu w Opolu. Z grupy odszedł Marek Kloch, którego zastąpił na kilka miesięcy Grzegorz Jurkowski.
W 1990 roku w skład grupy weszli: nowy gitarzysta, Adam Słowik, oraz basista, Sławomir Ujek. Adam Słowik w przeddzień wejścia do studia zrezygnoeał z nagrania trzeciej płyty zespołu i wyjechał do USA. W połowie roku ukazał się album Witajcie w teatrze cieni nakładem Polskich Nagrań. Nagrania gitarowe do nowej płyty Gloria wypełnił Wojciech Klich, który zadebiutował z zespołem w roli scenicznej podczas koncertu „For Solidarity” w ramach Sopot Festiwal '90.
Anglojęzyczna Gloria została wydana w 1991 roku w łącznym nakładzie 150 tys. egzemplarzy (MC Brawo, LP Arston, CD Asta). Zespół świętował 5 lecie na Festiwalu w Jarocinie 1991, a TVP przeprowadziła bezpośrednią transmisję z tego wydarzenia.
Jesienią 1992 roku grupa nagrała rockowe wersje kolęd i pastorałek, które wydało na kasecie Kolędy Izabelin Studio przed Gwiazdką. Miejsce dotychczasowego klawiszowca Dariusza Derżko zajął Adam Prucnal. Gościnnie w nagraniach wzięli udział: Edyta Bartosiewicz – śpiew oraz Sławomir Wierzcholski – harmonijka ustna. Dzięki rejestracji przez TVP niektóre utwory z Kolęd były często emitowane na antenie publicznej telewizji.
Ponownie w Izabelin Studio, jesienią 1993 zespół zarejestrował nowe piosenki na płytę Tetris. Już bez Sławomira Ujka – bas gościnnie nagrywał Paweł Mazur. Pod koniec roku zespół wyjechał do Francji, gdzie nagrał nowe wersje „Isabelle” oraz "Teraz albo nigdy". Znalazły się jako bonusy na nowej płycie.
Na przełomie 1993/1994 piosenka „Magiczne słowa” królowała na listach przebojów. W „Trójce” doszła na szczyt, przez 11 tygodni była w pierwszej dziesiątce, a przez 7 w pierwszej trójce. W podsumowaniu za rok 1994, w plebiscycie Krajowa Lista Przebojów tworzonego poprzez zsumowanie rocznych wyników 17 regionalnych rozgłośni Polskiego Radia piosenka ta zajęła VI miejsce. W roku 1994 ukazała się wydana przez MJM Music PL płyta Tetris, na której znajdują się takie przeboje jak wspomniane „Magiczne słowa” oraz „Ikar”, „Dwa słońca” i „Ethos”. Po premierze płyty, która ukazała się w połowie roku, zespół odebrał z rąk prezydenta Tarnowa medal za zasługi w promocji miasta i regionu oraz nagrodę finansową, którą przeznaczył na nagranie teledysku do piosenki „Ethos”. Także pozostałe wymienione wcześniej przeboje doczekały się wideoklipów.
Przez cały 1995 rok zespół intensywnie koncertował na wszystkich ważnych imprezach muzycznych w kraju, odbył także specjalną trasę z wykonawcami wydawnictwa MJM oraz nagrał recital Tetris & Bonus w telewizyjnym studio w krakowskim Łęgu. Recital został wyemitowany przez TVP oraz jej ośrodki regionalne. Muzycy Ziyo zapraszani byli przez innych artystów do wspólnych działań. Najbardziej spektakularnym z nich jest udział Durała oraz Klicha w koncercie upamiętniającym Ryszarda Riedla. Wykonali tam wraz z zespołem Dżem utwory „Wokół sami lunatycy” oraz „Boże daj dom”. Zapis z katowickiego Spodka został wydany na trzypłytowym albumie zatytułowanym List do R. na 12 głosów.
Po kilku latach spektakularnych sukcesów nadszedł czas na spokojną, niezobowiązującą pracę. Z zespołu odchodzą Wojciech Klich i Adam Prucnal, obaj zaangażowani w inne projekty muzyczne. Od 1997 roku zespół przygotowuje nowe utwory, a w 1998 przed przystąpieniem do nagrań pozyskani zostają basista Piotr Wojtanowski oraz gitarzysta Bartek Kapłoński. Płytę Spectrum zespół nagrywa w studio Spaart w Boguchwale oraz w katowickim studio Beat. Członkowie Ziyo sami realizują nagrania, miksują i zajmują się produkcją muzyczną. Album wydaje pod koniec 1998 roku niezależna wytwórnia Ethos. Najczęściej prezentowanymi piosenkami są "Déja vu 1986", "3 x tak", "Czwarty wymiar" i "Ten 1 raz". Do "Déja vu" i "Ten 1 raz" powstają wideoklipy.
W 1999 roku zespół, już z nowym klawiszowcem Mariuszem Dziekanem rejestruje utwór "Strange Love" z repertuaru Depeche Mode, który ukazuje się na składance Master of Celebration – Polish Artists Present Depeche Mode's.
W prywatnym studio Spectrum Jerzego Durała zespół w 2000 roku rejestruje z nowym gitarzystą Piotrem Sokołowskim przekrojowy materiał, zbiór piętnastu przebojów grupy oraz premierowy utwór "Nie opuszczaj mnie". Płyta została nagrana w nowoczesnej formie na bazie sampli i loopów, przy gościnnym udziale gitarzystów Bartka Kapłońskiego oraz Dariusz Laskowskiego. Płyta pod nazwą Exlibris – Magiczne numery 1986–2000 zostaje wydana w tym samym roku przez firmę SelleS.
Pod koniec 2004 roku wytwórnia Metal Mind Productions wydaje serię reedycji 6 albumów zespołu, które zawierają dodatkowe nagrania. Po raz pierwszy album Kolędy doczekał się wydania płytowego.
Po dwuletniej, zapoczątkowanej w 2002 roku pracy nad nowym materiałem w studio Spectrum, w maju 2005 ukazuje się płyta Popburger, wydana nakładem Metal Mind Productions. Album został nagrany w składzie: Jerzy Durał – śpiew, klawisze, midi, loopy, Piotr Wojtanowski – bas, gitary akustyczne i elektryczne, Piotr Sokołowski – gitary elektryczne oraz Krzysztof Krupa – bębny. Do tytułowej piosenki i "Credo" nakręcono teledyski. Po nagraniu płyty z zespołu odchodzą Piotr Wojtanowski oraz Krzysztof Krupa. Na ich miejsce przychodzą basista Jacek Bielecki oraz perkusista Sławomir Puka.
Podczas przygotowań do nagrania kolejnej płyty z zespołu odchodzi klawiszowiec Mariusz Dziekan, którego zastępuje Marcin Mączyński. Grupa cały rok 2007 poświęca na pracę nad materiałem na nową płytę, by od początku kolejnego roku rozpocząć nagranie 10 nowych kompozycji. Nagrania zrealizowano w dwóch krakowskich studiach – Nieustraszeni Łowcy dźwięków oraz FPGS. Płyta ukazuje się w marcu 2009 roku nakładem wydawnictwa MTJ. Do piosenek "Sms 636", "Poste Restante" i "T...M...K... (tylko mnie kochaj)" nakręcono teledyski. Płyta była nominowana w kategorii "płyta roku" w plebiscycie TVP1 "Superjedynki 2009".
Od sierpnia 2012 roku zespół koncertuje w składzie: Jerzy Durał – śpiew, Piotr Sokołowski – gitara, Tomasz Stec – instrumenty klawiszowe, Grzegorz Pawelec – gitara basowa oraz Arkadiusz Rębisz – perkusja.

## Muzycy
Aktualny skład
- Jerzy Durał – śpiew, leader
- Paweł Jamróg – gitara
- Tomasz Stec – instrumenty klawiszowe
- Paweł Mazur – gitara basowa, wokal
- Arkadiusz Rębisz – perkusja

Byli członkowie
- Łukasz Adamczyk – gitara basowa
- Jacek Bielecki – gitara basowa
- Mariusz Bochenek – gitara
- Dariusz Derżko – instrumenty klawiszowe
- Dariusz Durał – gitara
- Mariusz Dziekan – instrumenty klawiszowe
- Grzegorz Jurkowski – gitara
- Leonard Kaczanowski – instrumenty klawiszowe
- Bartek Kapłoński – gitara
- Wojciech Klich – gitara
- Marek Kloch – gitara
- Krzysztof Krupa – perkusja
- Zbigniew Kumorowski – perkusja
- Grzegorz Kwiek – perkusja
- Jacek Lang – perkusja
- Piotr Łukaszewski – gitara
- Jarosław Majka – śpiew
- Marcin Maziarz – instrumenty klawiszowe
- Paweł Mazur – gitara basowa
- Marcin Mączyński – instrumenty klawiszowe
- Grzegorz Pawelec – gitara basowa
- Andrzej Paprot – gitara
- Adam Prucnal – instrumenty klawiszowe
- Sławomir Puka – perkusja
- Adam Słowik – gitara
- Piotr Sokołowski – gitara
- Wojciech Sroka – instrumenty klawiszowe
- Jarosław Szlagowski – perkusja
- Sławomir Ujek – gitara basowa
- Piotr Ustapiuk – gitara basowa
- Piotr „Quentin” Wojtanowski – gitara basowa

Gościnnie
- Edyta Bartosiewicz – śpiew
- Iwona Gieroń – skrzypce
- Daga Jaworska – skrzypce
- Tomasz Krakowiak – wiolonczela
- Dariusz Laskowski – gitara
- Jolanta "YOKA" Literska – śpiew
- Beata Sawicka – śpiew
- Sławomir Wierzcholski – śpiew
- Magdalena Wróbel – altówka

## Dyskografia
źródło:.
- Ziyo (1989, LP)
- Witajcie w teatrze cieni (1990, MC, LP, CD)
- Gloria (1991, MC, LP, CD)
- Kolędy (1992, MC)
- Tetris (1994, MC, CD)
- Spectrum (1998, MC, CD)
- Exlibris – Magiczne numery 1986–2000 (2000, CD) (składanka z remiksami dance)
- Antologia (2004, CD) (specjalna reedycja wszystkich płyt)[10]
- Popburger (2005, CD)
- Puzzle (2009, CD)